# Eight Days
Eight Days és un proper videojoc d'acció per PlayStation 3 de London Studio de Sony. Va ser mostrat per primera vegada a la conferència de Sony de l'E3 del 2006. És un videojoc d'acció en tercera persona i conducció que té semblances amb el videojoc de PlayStation Portable, Pursuit Force.